# Bertil
Bertil er et svensk drengenavn. Personer med navnet:
- Bertil Lindblad (1895-1965) - svensk astronom
- Bertil Ohlin (1899-1979) - svensk økonom og nobelprismodtager
- Prins Bertil af Sverige (født 1912-1997) - svensk prins
- Bertil Sjöberg 1914-1999 svensk billedkunstner
- Sven-Bertil Taube (født 1934) - svensk musiker